# Quercetin-3′-O-sulfat
Quercetin-3′-O-sulfat ist ein Schwefelsäureester des Quercetins.

## Vorkommen
Quercetin-3′-O-sulfat kommt als Metabolit von Quercetin und dessen Glycosiden vor. Glycoside des Quercetins sind in pflanzlichen Nahrungsmitteln verbreitet. Aufgenommene Glycoside werden metabolisch deglycosyliert und nach Aufnahme im Dünndarm in der Leber weitermetabolisiert. Im menschlichen Metabolismus entstehen daraus vor allem verschiedene Glucuronide, Quercetin-3′-O-sulfat sowie O-Methylverbindungen. Quercetin-3′-O-sulfat wurde auch im Urin von Ratten nachgewiesen, die mit Quercetin gefüttert wurden.

## Herstellung
Durch Umsetzung von Quercetin mit einem zehnfachen Überschuss Schwefeltrioxid-Triethylamin wird ein Gemisch von Sulfaten des Quercetins erhalten, das durch HPLC getrennt werden kann. Der Anteil an Quercetin-3′-O-sulfat beträgt etwa 8,3 %. Eine andere Synthese geht von 4′′in,7-Dibenzylquercetin aus, das mit Kalium-tert-butanolat und Benzylbromid hauptsächlich zu 3,4′,7-Tribenzylquercetin umgesetzt wird. Nach Umsetzung mit Schwefeltrioxid-Dimethylformamid können die Benzyl-Schutzgruppen mit Palladium(II)-hydroxid in Cyclohexen und Ethanol entfernt werden.

## Eigenschaften
Quercetin-3′-O-sulfat wirkt als Antioxidans und Radikalfänger, allerdings weniger stark als das freie Quercetin.